# Enrique Alarcón Álvarez
Enrique Alarcón Álvarez (Alacant, 1942) és un enginyer alacantí. Es traslladà a Madrid en 1947. En 1966 es llicencià enginyeria de camins, canals i ports a la Universitat Politècnica de Madrid, on es doctorà en 1970. De 1966 a 1974 treballà com a projectista en la Subdirecció d'Estudis i Obres Noves de RENFE i en 1975 es llicencià en ciències físiques a la Universitat Complutense de Madrid.
De 1974 a 1975 fou professor d'anàlisi estructural a la Universitat Politècnica de Catalunya, de 1975 a 1977 fou catedràtic d'Elasticitat i Resistència de Materials a la Universitat de Sevilla. El 1977 va obtenir la càtedra d'Estructures de l'Escola Tècnica Superior d'Enginyers Industrials de la Universitat Politècnica de Madrid, i durant vuit anys ha estat director del Departament de Mecànica Estructural i Construccions Industrials. En 1981 fou Subdirector General de Promoció de la Investigació en el Ministeri d'Universitats i Recerca. De 1988 a 2011 fou president de la Sociedad de Investigación, Estudios y Experimentación (SINEX, S.A.),
En 1994 va ser nomenat acadèmic de nombre de la Reial Acadèmia d'Enginyeria d'Espanya, de la que en fou Secretari General de 1998 a 2002 i President des de gener de 2003 fins a gener de 2007.És membre de la Secció de Ciències i Enginyeria de la Academia Europaea, és acadèmic Corresponent de les Acadèmies d'Enginyeria de Mèxic (2005), i Portugal (2006), oficial de l'Orde de les Palmes Acadèmiques i "Cavaliere" de l'Orde al Mèrit de la República Italiana (2008).
Els temes principals dels seus treballs es refereixen a models matemàtics de càlcul; problemes d'enginyeria sísmica i dinàmica d'estructures; lleis de comportament de materials sòlids i fiabilitat d'estructures.

## Obres
- Leyes de comportamiento de los materiales amb Ricardo Perera Velamazán, Madrid : Fundación Universidad-Empresa, 2001. ISBN 84-7842-138-6
- Manual práctico de VRML 2.0 amb Narcís Parés, Madrid : Prensa Técnica, 2000. ISBN 84-95398-23-0
- Cálculo matricial de estructuras amb María del Sagrario Gómez Lera i Ramón Álvarez Cabal, Reverté, 1986. ISBN 84-291-4801-9
- Elementos de plasticidad amb Manuel Doblaré Castellano, Universidad Politécnica de Madrid, 1983. ISBN 84-7484-033-3
- Guía de introducción al método de los elementos de contorno amb Pilar Reyero S.l. : s.n., 1983. ISBN 84-7484-035-X
- Efectos dinámicos aleatorios en túneles y obras subterráneas, Fundación Juan March, 1977. ISBN 84-7075-058-5

## Premis
- Doctor Honoris Causa per les Universitats de Sevilla (1999), Saragossa (2002), Carlos III (2003) i Valladolid (2004).
- Premi Nacional d'Investigació Leonardo Torres Quevedo (2002)[5]
- Premio de la Sociedad Española de Métodos Numéricos en Ingeniería (SEMNI) (1999)
- Medalla d'Honor al Foment de la Invenció de la Fundació García Cabrerizo (2003